# Survivor (гурт)
Survivor — американський рок-гурт, створений у Чикаго 1978 року Джимом Пітеріком і Френкі Салліваном. Найбільшого успіху гурт досяг у 1980-х роках, створивши багато синглів, які потрапили в чарти, особливо в Сполучених Штатах. Гурт найбільш відомий своїм двічі платиновим хітом 1982 року «Eye of the Tiger», що був використаний у стрічці «Роккі III» 1982 року. Цей сингл протримався шість тижнів на першому місці в США. Гурт продовжував потрапляти до чартів у середині 1980-х із такими синглами, як «Burning Heart» , «The Search Is Over», «High on You», «Is This Love» і «I Can't Hold Back».

## Склад

### Учасники

#### Чинні учасники
- Френкі Салліван — соло-гітара, бек-вокал (1978–1988, з 1993)
- Біллі Оззелло — бас, бек-вокал (1999—2003, з 2006)
- Раян Салліван — ударні (з 2014)
- Кемерон Бартон – співведучий вокал (2015-2016) ; головний вокал (з 2016)
- Джеффрі Брайан — клавішні, ритм-гітара, бек-вокал (з 2017)

## Дискографія
- Survivor (1979)
- Premonition (1981)
- Eye of the Tiger (1982)
- Caught in the Game (1983)
- Vital Signs (1984)
- When Seconds Count (1986)
- Too Hot to Sleep (1988)
- Reach (2006)